# Mortes em outubro de 2010
Mortes em 2010: ← Janeiro – Fevereiro – Março – Abril – Maio – Junho – Julho – Agosto – Setembro – Outubro – Novembro – Dezembro →
A lista a seguir relaciona pessoas notáveis que morreram em outubro de 2010:

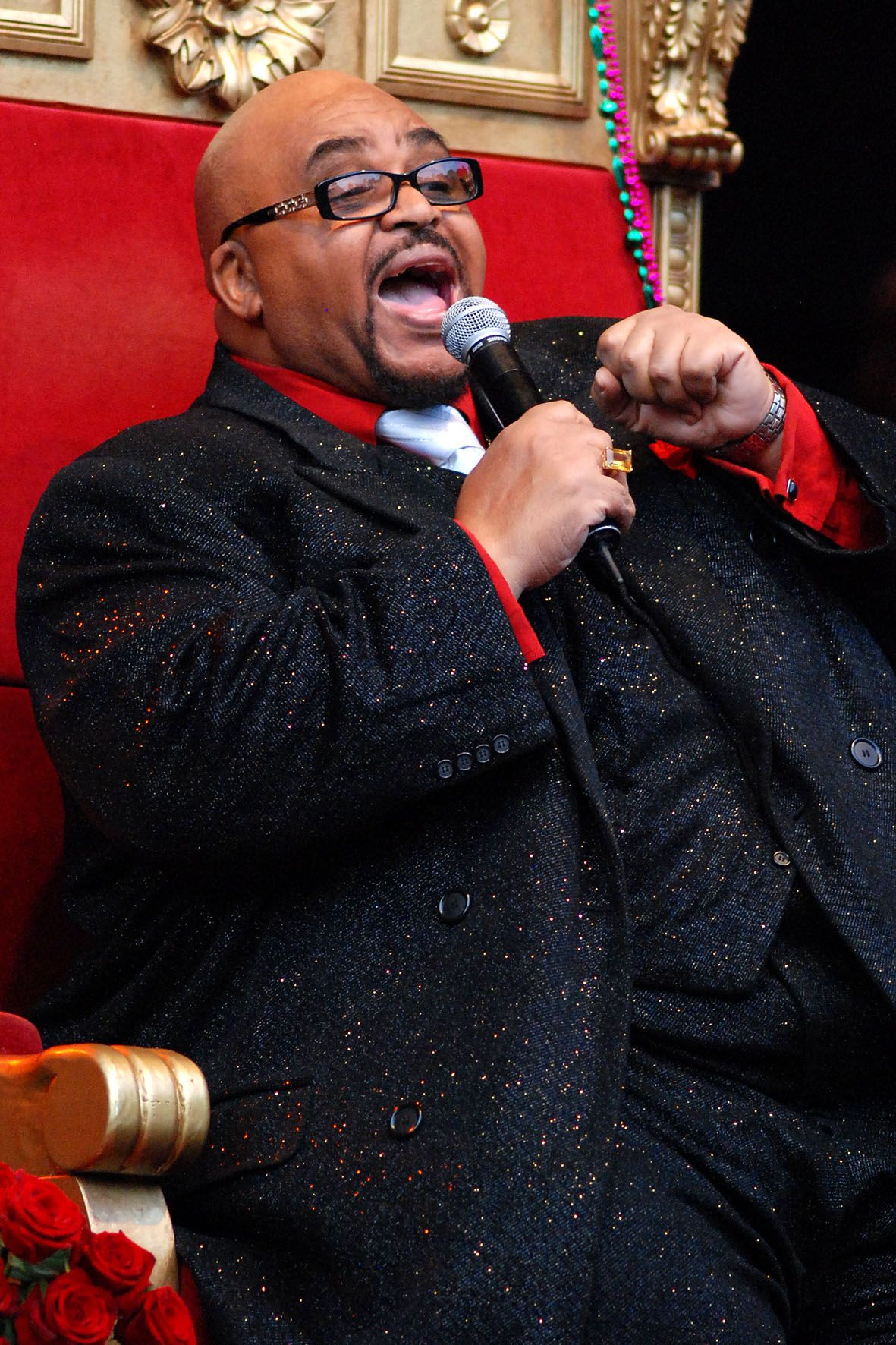
Solomon Burke, soulman norte-americano.

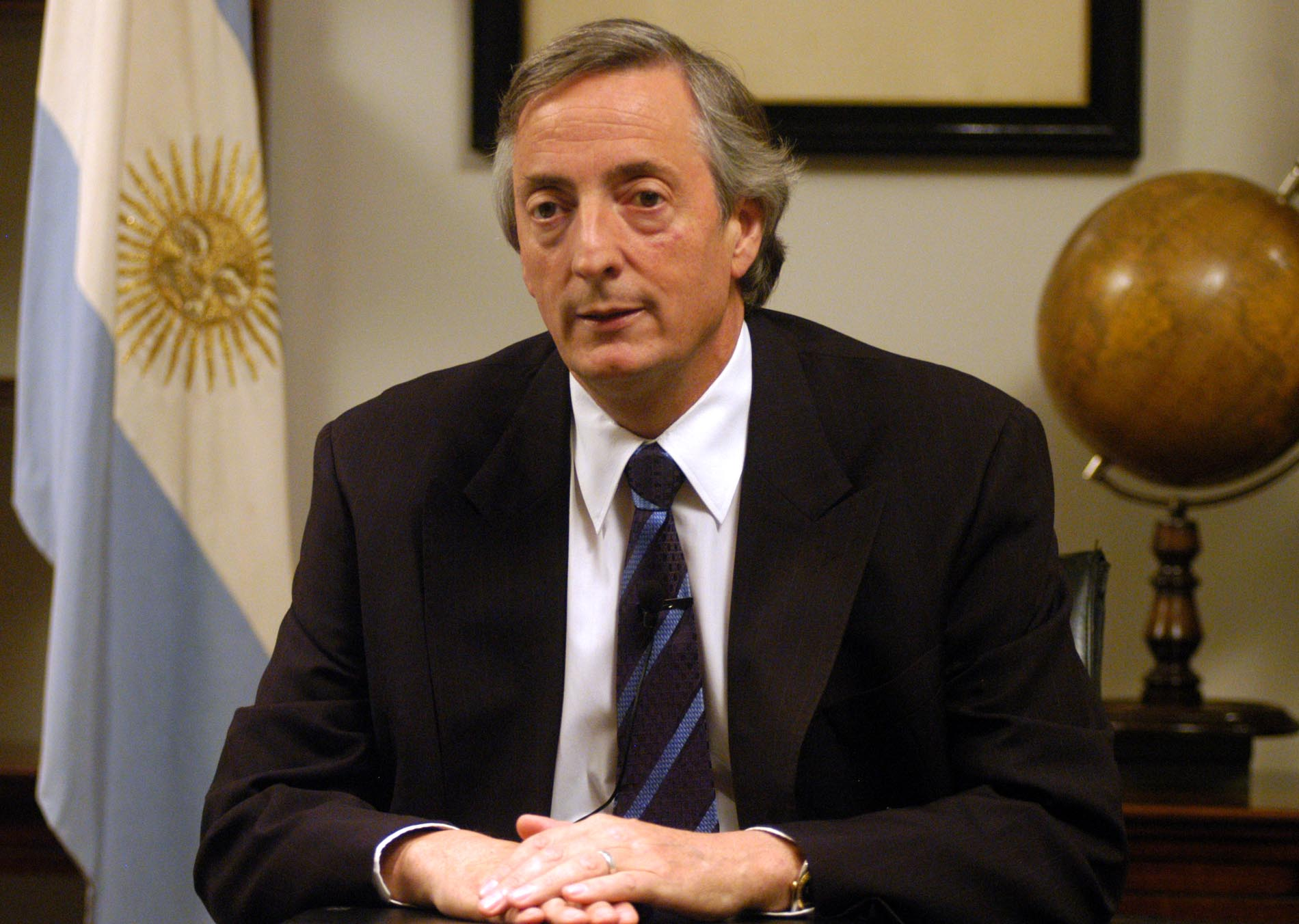
Néstor Kirchner, ex-presidente da Argentina.

José Ângelo Gaiarsa, psicanalista e escritor brasileiro.

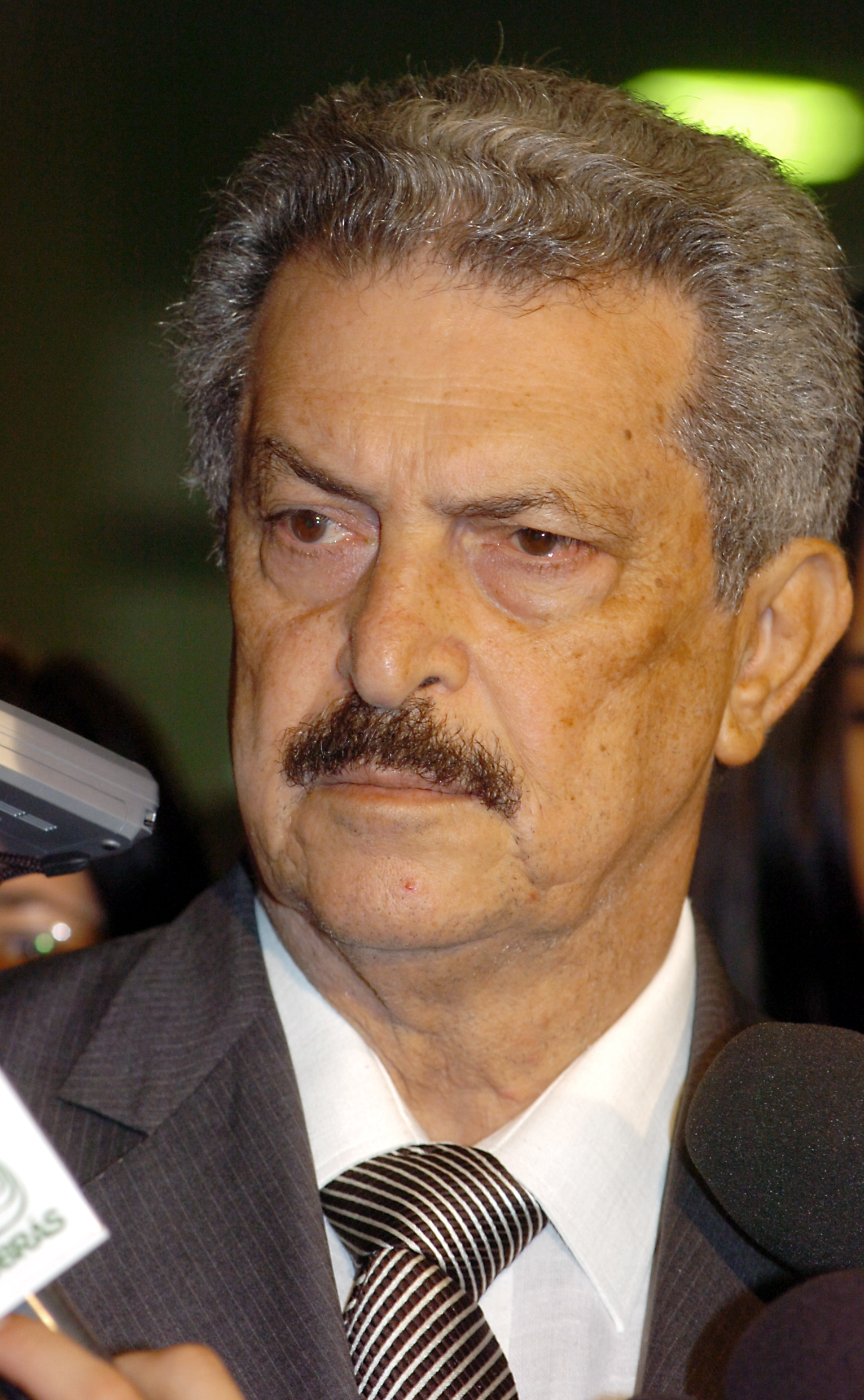
Romeu Tuma, policial e político brasileiro.

| Dia | Nome                        | Profissão ou motivo de reconhecimento | Nacionalidade          | Ano de nasc. | Ref     |
| --- | --------------------------- | ------------------------------------- | ---------------------- | ------------ | ------- |
| 1   | Audouin Dollfus             | Astrônomo                             | França                 | 1924         | [ 1 ]   |
| 1   | Georgy Arbatov              | Cientista político                    | Rússia                 | 1923         | [ 2 ]   |
| 1   | José Ángel Ezcurra          | Jornalista                            | Espanha                | 1921         | [ 3 ]   |
| 2   | Kwa Geok Choo               | Ex-primeira dama                      | Singapura              | 1920         | [ 4 ]   |
| 2   | Sam Lesser                  | Jornalista e militar                  | Inglaterra             | 1915         | [ 5 ]   |
| 3   | Aécio Ferreira da Cunha     | Político                              | Brasil                 | 1927         | [ 6 ]   |
| 3   | Aníbal Arias                | Músico                                | Argentina              | 1922         | [ 7 ]   |
| 3   | Ed Wilson                   | Cantor e compositor                   | Brasil                 | 1945         | [ 8 ]   |
| 3   | Nelson Rivera               | Futebolista                           | El Salvador            | 1991         | [ 9 ]   |
| 4   | Alfonso Grados Bertorini    | Político                              | Peru                   | 1925         | [ 10 ]  |
| 4   | Claude Lefort               | Filósofo                              | França                 | 1924         | [ 11 ]  |
| 4   | Henrique de Senna Fernandes | Escritor                              | Macau                  | 1923         | [ 12 ]  |
| 4   | Norman Wisdom               | Comediante                            | Inglaterra             | 1915         | [ 13 ]  |
| 4   | Peter Warr                  | Automobilista                         | Inglaterra             | 1937         | [ 14 ]  |
| 4   | Seu Nenê                    | Sambista                              | Brasil                 | 1949         | [ 15 ]  |
| 5   | Bernard Clavel              | Escritor                              | França                 | 1923         | [ 16 ]  |
| 5   | Hanno Brühl                 | Cineasta                              | Alemanha               | 1932         | [ 17 ]  |
| 5   | Jorge Presno                | Político                              | Uruguai                | 1929         | [ 18 ]  |
| 5   | Roy Ward Baker              | Cineasta                              | Inglaterra             | 1916         | [ 19 ]  |
| 5   | Steve Lee                   | Cantor                                | Suíça                  | 1963         | [ 20 ]  |
| 6   | Antonie Kamerling           | Ator                                  | Países Baixos          | 1966         | [ 21 ]  |
| 7   | Milka Planinc               | Política                              | Croácia                | 1924         | [ 22 ]  |
| 8   | Maurice Neligan             | Cirurgião                             | Irlanda                | 1937         | [ 23 ]  |
| 8   | Ryō Ikebe                   | Ator                                  | Japão                  | 1918         | [ 24 ]  |
| 9   | Maurice Allais              | Economista                            | França                 | 1911         | [ 25 ]  |
| 9   | Zecharia Sitchin            | Escritor                              | Azerbaijão             | 1920         | [ 26 ]  |
| 10  | Adán Martín Menis           | Político                              | Espanha                | 1943         | [ 27 ]  |
| 10  | Hwang Jang-yop              | Político                              | Coreia do Norte        | 1923         | [ 28 ]  |
| 10  | Joan Sutherland             | Cantora de ópera                      | Austrália              | 1926         | [ 29 ]  |
| 10  | Solomon Burke               | Cantor                                | Estados Unidos         | 1940         | [ 30 ]  |
| 10  | Vicente López               | Jogador de beisebol                   | Nicarágua              | 1945         | [ 31 ]  |
| 11  | Georges Rutaganda           | Genocida                              | Ruanda                 | 1958         | [ 32 ]  |
| 12  | Angelo Infanti              | Ator                                  | Itália                 | 1939         | [ 33 ]  |
| 12  | Manuel Alexandre            | Ator                                  | Espanha                | 1917         | [ 34 ]  |
| 12  | Michel Hugo                 | Diretor de fotografia                 | Estados Unidos         | 1930         | [ 35 ]  |
| 13  | Donald H. Tuck              | Escritor                              | Austrália              | 1922         | [ 36 ]  |
| 13  | Eddie Baily                 | Futebolista                           | Inglaterra             | 1925         | [ 37 ]  |
| 13  | General Norman Johnson      | Músico                                | Estados Unidos         | 1943         | [ 38 ]  |
| 13  | Jiri Krizan                 | Escritor e político                   | Chéquia                | 1941         | [ 39 ]  |
| 13  | Juan Carlos Arteche         | Futebolista                           | Espanha                | 1957         | [ 40 ]  |
| 13  | Khoisan X                   | Ativista                              | África do Sul          | 1955         | [ 41 ]  |
| 13  | Marzieh                     | Cantora                               | Irão                   | 1924         | [ 42 ]  |
| 14  | Alain Le Bussy              | Escritor                              | Bélgica                | 1947         | [ 43 ]  |
| 14  | Benoît Mandelbrot           | Matemático                            | França                 | 1924         | [ 44 ]  |
| 14  | Carla Del Poggio            | Atriz                                 | Itália                 | 1925         | [ 45 ]  |
| 14  | Hermann Scheer              | Político                              | Alemanha               | 1944         | [ 46 ]  |
| 14  | Larry Siegfried             | Basquetebolista                       | Estados Unidos         | 1939         | [ 47 ]  |
| 14  | Malcolm Allison             | Treinador de futebol                  | Inglaterra             | 1927         | [ 48 ]  |
| 14  | Simon MacCorkindale         | Ator                                  | Inglaterra             | 1952         | [ 49 ]  |
| 15  | Johnny Sheffield            | Ator                                  | Estados Unidos         | 1931         | [ 50 ]  |
| 16  | Barbara Billingsley         | Atriz                                 | Estados Unidos         | 1915         | [ 51 ]  |
| 16  | Friedrich Katz              | Historiador                           | Áustria                | 1927         | [ 52 ]  |
| 16  | Giannis Dalianidis          | Cineasta                              | Grécia                 | 1923         | [ 53 ]  |
| 16  | José Ângelo Gaiarsa         | Psiquiatra                            | Brasil                 | 1920         | [ 54 ]  |
| 16  | Leigh Van Valen             | Biólogo                               | Estados Unidos         | 1935         | [ 55 ]  |
| 16  | Sandro Santos               | Atleta paraolímpico                   | Brasil                 | 1977         | [ 56 ]  |
| 17  | Eyedea                      | Rapper                                | Estados Unidos         | 1981         | [ 57 ]  |
| 17  | Ken Wriedt                  | Político                              | Austrália              | 1927         | [ 58 ]  |
| 17  | Paulo Gilvan                | Músico                                | Brasil                 | 1930         | [ 59 ]  |
| 18  | Marion Brown                | Músico                                | Estados Unidos         | 1935         | [ 60 ]  |
| 19  | André Mahé                  | Ciclista                              | França                 | 1919         | [ 61 ]  |
| 19  | Craig Charron               | Jogador de hóquei no gelo             | Estados Unidos         | 1967         | [ 62 ]  |
| 19  | David Añez Pedraza          | Político                              | Bolívia                | 1931         | [ 63 ]  |
| 19  | Graham Crowden              | Ator                                  | Escócia                | 1922         | [ 64 ]  |
| 19  | Passos Porto                | Político                              | Brasil                 | 1923         | [ 65 ]  |
| 19  | Tom Bosley                  | Ator                                  | Estados Unidos         | 1927         | [ 66 ]  |
| 20  | Ari Up                      | Cantora                               | Alemanha               | 1962         | [ 67 ]  |
| 20  | Bob Guccione                | Empresário                            | Estados Unidos         | 1930         | [ 68 ]  |
| 20  | Farooq Leghari              | Ex-presidente de seu país             | Paquistão              | 1940         | [ 69 ]  |
| 20  | Fernández Basualdo          | Político                              | Argentina              | 1948         | [ 70 ]  |
| 20  | Francisco Batistela         | Bispo                                 | Brasil                 | 1931         | [ 71 ]  |
| 20  | George Mallet               | Político                              | Santa Lúcia            | 1923         | [ 72 ]  |
| 20  | Mariana Rey Monteiro        | Atriz                                 | Portugal               | 1922         | [ 73 ]  |
| 20  | Max Kohnstamm               | Historiador e diplomata               | Países Baixos          | 1914         | [ 74 ]  |
| 20  | Robert Katz                 | Historiador                           | Estados Unidos         | 1933         | [ 75 ]  |
| 21  | Antonio Alatorre            | Filólogo                              | México                 | 1922         | [ 76 ]  |
| 21  | Cláudio Valério             | Político                              | Brasil                 | 1955         | [ 77 ]  |
| 21  | Eduard Novák                | Jogador de hóquei no gelo             | Chéquia                | 1946         | [ 78 ]  |
| 21  | José Carbajal               | Cantor e compositor                   | Uruguai                | 1943         | [ 79 ]  |
| 21  | Loki Schmidt                | Ex-primeira dama                      | Alemanha               | 1919         | [ 80 ]  |
| 22  | Alex Anderson               | Cartunista                            | Estados Unidos         | 1920         | [ 81 ]  |
| 22  | Alí Chumacero               | Poeta                                 | México                 | 1918         | [ 82 ]  |
| 23  | David Thompson              | Primeiro ministro de seu país         | Barbados               | 1961         | [ 83 ]  |
| 23  | Francis Crippen             | Nadador                               | Estados Unidos         | 1984         | [ 84 ]  |
| 23  | Irmingard von Bayern        | Princesa                              | Alemanha               | 1923         | [ 85 ]  |
| 24  | Andy Holmes                 | Remador                               | Inglaterra             | 1959         | [ 86 ]  |
| 24  | Georges Frêche              | Político                              | França                 | 1938         | [ 87 ]  |
| 24  | Joseph Stein                | Escritor                              | Estados Unidos         | 1912         | [ 88 ]  |
| 24  | Lamont Johnson              | Cineasta                              | Estados Unidos         | 1922         | [ 89 ]  |
| 25  | Gregory Isaacs              | Cantor                                | Jamaica                | 1951         | [ 90 ]  |
| 25  | Lisa Blount                 | Atriz                                 | Estados Unidos         | 1957         | [ 91 ]  |
| 26  | Ana María de Campero        | Política                              | Bolívia                | 1940         | [ 92 ]  |
| 26  | Mbah Maridjan               | Guardião espiritual de vulcão         | Indonésia              | 1927         | [ 93 ]  |
| 26  | Paul                        | Polvo                                 | Itália                 | 2008         | [ 94 ]  |
| 26  | Romeu Tuma                  | Político                              | Brasil                 | 1931         | [ 95 ]  |
| 27  | Denise Borino-Quinn         | Atriz                                 | Estados Unidos         | 1964         | [ 96 ]  |
| 27  | Ehud Netzer                 | Arqueólogo                            | Israel                 | 1934         | [ 97 ]  |
| 27  | Néstor Kirchner             | Ex-presidente de seu país             | Argentina              | 1950         | [ 98 ]  |
| 27  | Owen B. Pickett             | Político                              | Estados Unidos         | 1930         | [ 99 ]  |
| 27  | Saqr al-Qassimi             | Xeque                                 | Emirados Árabes Unidos | 1918         | [ 100 ] |
| 28  | Calderón Barrueto           | Bispo                                 | Peru                   | 1920         | [ 101 ] |
| 28  | Gerard Kelly                | Ator                                  | Escócia                | 1959         | [ 102 ] |
| 28  | James MacArthur             | Ator                                  | Estados Unidos         | 1937         | [ 103 ] |
| 28  | Jonathan Motzfeldt          | Ex-primeiro ministro                  | Gronelândia            | 1938         | [ 104 ] |
| 28  | Sônia Dutra                 | Atriz                                 | Brasil                 | 1938         | [ 105 ] |
| 28  | Takeshi Shudo               | Roteirista                            | Japão                  | 1949         | [ 106 ] |
| 28  | Valéria Sffeir              | Jornalista                            | Brasil                 | 1953         | [ 107 ] |
| 29  | Břetislav Dolejší           | Futebolista                           | Tchecoslováquia        | 1928         | [ 108 ] |
| 29  | Marcelino Camacho           | Sindicalista                          | Espanha                | 1918         | [ 109 ] |
| 30  | Ananías Maidana             | Político                              | Paraguai               | 1923         | [ 110 ] |
| 30  | George Hickenlooper         | Cineasta                              | Estados Unidos         | 1963         | [ 111 ] |
| 30  | Harry Mulisch               | Escritor                              | Países Baixos          | 1927         | [ 112 ] |
| 31  | Ildásio Tavares             | Poeta                                 | Brasil                 | 1940         | [ 113 ] |
| 31  | Maurice Lucas               | Jogador de basquete                   | Estados Unidos         | 1952         | [ 114 ] |
| 31  | Theodore Sorensen           | Político                              | Estados Unidos         | 1928         | [ 115 ] |